# 수근연대
수근연대(修根煙臺)는 대한민국 제주특별자치도 제주시 용담삼동에 있는 연대이다. 1996년 7월 18일 제주특별자치도의 기념물 제23-8호로 지정되었다.

## 개요
연대는 횃불과 연기를 이용하여 정치·군사적으로 급한 소식을 전하던 통신수단을 말한다. 봉수대와는 기능면에서 차이가 없으나 연대는 주로 구릉이나 해변지역에 설치되었고, 봉수대는 산 정상에 설치하여 낮에는 연기로 밤에는 횃불을 피워 신호를 보냈다.
제주성에 소속되었던 수근 연대는 제주시 용담동 해안도로변에 있다. 1978년에 보수하였는데 높이 2.9m이다. 제주성에 있는 장군 6명과 봉수군 12명이 배치되어 3교대로 나누어 24시간 지켰으며, 동쪽으로 별도연대, 서쪽으로 조부 연대와 신호를 주고 받았다.

## 참고 문헌
- 수근연대 - 국가유산청 국가유산포털